# 服薬コンプライアンス
服薬コンプライアンス（ふくやくコンプライアンス）は、医師から処方された医薬品を、患者が用法・用量を遵守して服用すること。コンプライアンス（英語: compliance）は英語で「要求や命令などに服従すること」を意味し、日本語では「服薬遵守」と訳されてきた。
のちに患者の権利を尊重する観点からインフォームド・コンセント（説明と同意）の理念が確立し「アドヒアランス」の概念へ移行した。

## 概要
服薬指導学では、患者が医師の指示を遵守して服薬することを「コンプライアンスが良好である」といい、そうでない場合を「ノンコンプライアンス」という。ノンコンプライアンスの原因としては、単純な飲み忘れや飲みすぎが多いが、その他には指示を理解していなかったため誤って服用した、治ったと思い込み自己中断した、副作用の経験から自己中断した、などの原因がある。
もともと実験薬理学において、例えばラットの血管を取り出し圧力をかけると、予防薬剤などにより動脈硬化があまりない血管は、圧力に追従・迎合して血管壁がlinerに変化する。このようなものを「コンプライアンスが良い」血管と呼んでいた。つまり元の力に対してきちんと反応するものは「コンプライアンスが良い」と定義される。

## アドヒアランス
コンプライアンスには単に「従う」という意味が含まれるが、患者が正しい情報提供に基づいて同意するというインフォームド・コンセントの登場によって、アドヒアランスという概念が生まれた。アドヒアランスでは、患者からの副作用のモニタリングや報告といった、意思決定への相互の参加が積極的に意味される。
治療方針の決定について、患者自身が積極的に参加し、その決定に沿って治療を受けることである。患者が自身の病気を理解し、治療に対しても主体的に関わることで、より高い治療効果が期待できる。従来のコンプライアンス概念を見直す形で、この考え方が重視されつつある。医療者が患者と共に考え、相談の上で決定していく必要があるとされている。
アドヒアランスを高めるためには、副作用に考慮し忍容性を高めたり、投薬の設計を単純化するなどの工夫が必要である。不適切な処方や説明不足の改善も必要であり、患者と医師との関係などによってもアドヒアランスを良好にしていくことができる。